# As (samolot)
As – projekt dwumiejscowego samolotu szkolno-treningowego opracowany w 1956 r. w Polsce w Instytucie Lotnictwa przez zespół konstruktorów w składzie: mgr inż. Tadeusz Chyliński, mgr inż.Jerzy Haraźny i mgr inż. Justyn Sandauer.

## Historia
Projekt Asa powstał jako konstrukcja konkurencyjna do projektu TS-11 Iskra i był oparty na tych samych warunkach taktyczno-technicznych określonych przez Dowództwo Wojsk Lotniczych. Inspiracją dla konstruktorów jeśli chodzi o sylwetkę jak i układ, był amerykański samolot szkolny Lockheed T-33 Shooting Star. As w założeniach miał wykazywać się bardzo dobrą zwrotnością oraz wysokimi osiągami. Na przełomie lat 1957 i 1958 projekt został przedstawiony do oceny, jednocześnie z projektem wstępnym TS-11 Iskra. Do dalszej realizacji wybrano projekt TS-11 Iskra zespołu Tadeusza Sołtyka.

## Konstrukcja
Dwumiejscowy całkowicie metalowy dolnopłat jednosilnikowy z napędem odrzutowym. Kadłub półskorupowy. Chwyty powietrza symetrycznie umieszczone po obu stronach kadłuba, wylot spalin pod usterzeniem ogonowym. Przestronna, bogato oszklona kabina wysunięta do przodu, miała zapewniać doskonałą widoczność oraz duży stopień wygody dla instruktora i ucznia. Kabina załogi posiadała podwójne sterownice i wyrzucane fotele. Skrzydła dwudźwigarowe. Pod skrzydłami uniwersalne zamki do podwieszania dodatkowego wyposażenia. Usterzenie klasyczne, z rogową kompensacją aerodynamiczną. Na sterze kierunku oraz na prawej połówce steru wysokości umieszczone klapki wyważające. Podwozie trójpodporowe, główne, chowane w kierunku do kadłuba, jednogoleniowe. Przednie podwozie z wahaczem chowane w kierunku do tyłu.

## Napęd
Do napędu przewidziano angielski silnik Rolls-Royce Viper o ciągu 800 daN umieszczony w tylnej części kadłuba a w dalszej perspektywie projektowany w Instytucie Lotnictwa silnik turboodrzutowy z dopalaczem o max. ciągu statycznym 7,64÷7,84kN (780÷800kG), z dopalaczem 9,80kN (1000kG). Samolot miał posiadać 3 zbiorniki paliwa umieszczone w kadłubie o pojemności 625dm³ oraz 4 w skrzydłach 330dm³. Dodatkowo pod końcami skrzydeł można było zawiesić dwa zbiorniki kroplowe, każdy o pojemności 158dm³. Tak więc całkowity zapas paliwa wynosił 1271dm³. Do napędu samolotu As przewidziano też zastosowanie silnika H-10 (wzorowanego na BS Viper), którego produkcję zamierzano uruchomić w WSK Rzeszów

## Uzbrojenie
Samolot miał być uzbrojony w działko kal. 23mm umieszczone z lewej strony w przodzie kadłuba, a pojemnik z amunicją po prawej stronie. Dodatkowe uzbrojenie można było podwiesić na zamkach podskrzydłowych.

## Wyposażenie

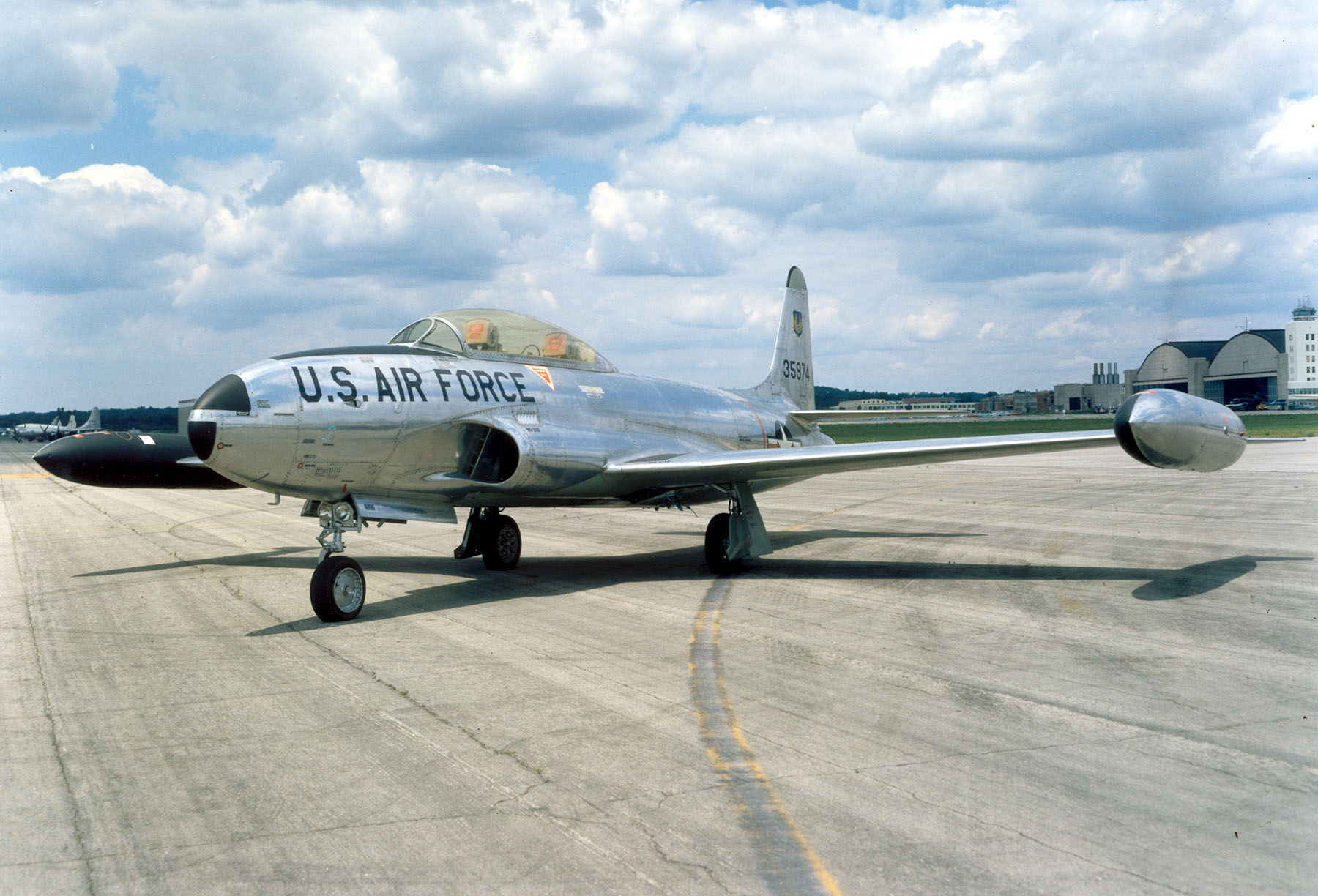
Lockheed T-33 Shooting Star

As miał być wyposażony w radiostacje UKF RSI-U3, automatyczny radiokompas ARK-5, radiowysokościomierz RW-2, sygnalizator przelotu MRP-48P, odległościową busole żyromagnetyczną DGMK-3, telefon pokładowy SPU-2.